# Prymorsk
Prymorsk (em ucraniano:  Приморськ; em russo:  Приморск) é uma cidade da Ucrânia, situada no Oblast de Zaporíjia. Tem 24,99 km² de área e sua população em 2020 foi estimada em 11.497 habitantes.